# Chichester City F.C.
Chichester City FC là một câu lạc bộ bóng đá bán chuyên nghiệp có trụ sở tại Chichester, West Sussex, Anh. Trực thuộc Sussex County Football Association, đội bóng hiện thi đấu tại Isthmian League South East Division và có sân nhà ở Oaklands Park.

## Danh hiệu
- Southern Combination
  - Nhà vô địch các mùa giải 2003–04, 2018–19[3][4]
- Sussex RUR Cup
  - Nhà vô địch mùa giải 2006–07[5]
- Brighton Charity Cup
  - Nhà vô địch các mùa giải 2004–05, 2005–06[5]

## Thống kê
- Thành tích tốt nhất tại FA Cup: Vòng hai mùa giải 2019–20[6]
- Thành tích tốt nhất tại FA Vase: Vòng năm mùa giải 2017–18[6]